# Okrajno sodišče v Domžalah
Okrajno sodišče v Domžalah je okrajno sodišče Republike Slovenije s sedežem v Domžalah, ki spada pod Okrožno sodišče v Ljubljani Višjega sodišča v Ljubljani.